# هاوارد هیکمن
هاوارد هیکمن (انگلیسی: Howard Hickman؛ ۹ فوریهٔ ۱۸۸۰ – ۳۱ دسامبر ۱۹۴۹) یک هنرپیشه، فیلم‌نامه‌نویس، و کارگردان اهل ایالات متحده آمریکا بود.
از فیلم‌ها یا برنامه‌های تلویزیونی که وی در آن نقش داشته است می‌توان به تمدن اشاره کرد.